# Drew Ginn
Drew Cameron Ginn (Leongatha, 20 november 1974) is een Australisch voormalig roeier. Hij nam viermaal deel aan de Olympische Spelen en werd hierbij driemaal olympisch kampioen en won één zilveren medaille. Hij werd ook vijf maal wereldkampioen.

## Biografie
Ginn nam in 1996 voor de eerste keer deel aan de Olympische Spelen. In Atlanta roeide Ginn samen met Michael McKay, James Tomkins en Nicholas Green naar een gouden medaille op de vier-zonder-stuurman. Op het WK 1997 roeide Ginn naar zijn eerste medaille op een WK: met het Australische team roeide hij naar brons op de acht-met-stuurman. Samen met Michael McKay behaalde hij zilver op het WK 1998. Op datzelfde WK roeide Ginn ook naar een eerste wereldtitel: samen met Nicholas Green, Michael McKay, James Tomkins en stuurman Brett Hayman werd hij wereldkampioen op de vier-met-stuurman.  Op het WK 1999 behaalde hij een tweede wereldtitel. Aan de zijde van James Tomkins was hij de beste op de twee-zonder-stuurman.
Als gevolg van een rugblessure moest Ginn verstek laten gaan voor de Olympische Spelen. Pas in 2002 maakte Ginn zijn comeback op het hoogste niveau, al kwam het Australische duo (samen met Tomkins) niet verder dan de vierde plaats op het WK 2002. In 2003 werden Ginn en Tomkins opnieuw wereldkampioen.
Ook op de Olympische Spelen van 2004 in Athene stond er op het Australische duo geen maat. In de finale van de twee-zonder-stuurman hadden ze bijna 2 seconden voorsprong op het Kroatische duo Siniša Skelin en Nikša Skelin.
In 2006 vormde Ginn een duo met Duncan Free. Het nieuwe Australische duo was ook nu te sterk voor de concurrentie en zo behaalde Ginn zijn vierde wereldtitel. Op het WK 2007 in München verlengden ze hun wereldtitel op de twee-zonder-stuurman met meer dan 5 seconden voorsprong op het Nieuw-Zeelandse duo Nathan Twaddle en George Bridgewater.
Op de Olympische Spelen van 2008 in Peking veroverde Ginn een derde olympische titel. Samen met Duncan Free roeide hij naar het goud op de twee-zonder-stuurman.
In 2012 nam Ginn deel aan de Olympische Spelen.  Samen met Joshua Dunkley-Smith, William Lockwood and James Chapman  nam hij deel aan de vier-zonder. Het Australische viertal roeide naar een zilveren medaille achter het Britse viertal. Hiermee behaalde hij zijn vierde olympische medaille.

## Palmares

### Twee-zonder-stuurman
- 1998:  WK
- 1999:  WK
- 2002: 4e WK
- 2003:  WK
- 2004:  OS Athene
- 2006:  WK
- 2007:  WK
- 2008:  OS Peking

### Vier-met-stuurman
- 1998:  WK

### Vier-zonder-stuurman
- 1996:  OS Atlanta
- 2011:  WK
- 2012:  OS Londen

### Acht
- 1995: 11e WK
- 1997:  WK

1904: Robert Farnan & Joseph Ryan ·
1908: Reginald Fenning & Gordon Thomson ·
1924: Teun Beijnen & Willy Rösingh ·
1928: Kurt Moeschter & Bruno Müller ·
1932: Lewis Clive & Hugh Edwards ·
1936: Willi Eichhorn & Hugo Strauß ·
1948: Jack Wilson & Ran Laurie ·
1952: Charles Logg & Thomas Price ·
1956: James Fifer & Duvall Hecht ·
1960: Valentin Borejko & Oleg Golovanov ·
1964: George Hungerford & Roger Jackson ·
1968: Jörg Lucke & Heinz-Jürgen Bothe ·
1972: Siegfried Brietzke & Wolfgang Mager ·
1976: Jörg Landvoigt & Bernd Landvoigt ·
1980: Jörg Landvoigt & Bernd Landvoigt ·
1984: Petru Iosub & Valer Toma ·
1988: Andy Holmes & Steve Redgrave ·
1992: Steve Redgrave & Matthew Pinsent ·
1996: Steve Redgrave & Matthew Pinsent ·
2000: Michel Andrieux & Jean-Christophe Rolland ·
2004: Drew Ginn & James Tomkins ·
2008: Drew Ginn & Duncan Free ·
2012: Eric Murray & Hamish Bond ·
2016: Eric Murray & Hamish Bond ·
2020: Martin Sinković & Valent Sinković ·
2024: Martin Sinković & Valent Sinković
1904: Arthur Stockhoff & August Erker & Albert Nasse & George Dietz ·
1908: Robert Cudmore & James Angus Gillan & Duncan Mackinnon & Robert Somers-Smith ·
1924: Charles Eley & James MacNabb & Robert Morrison & Terence Sanders ·
1928: John Lander & Michael Warriner & Richard Beesly & Edward Bevan ·
1932: John Badcock & Hugh Edwards & Jack Beresford & Rowland George ·
1936: Rudolf Eckstein & Anton Rom & Martin Karl & Wilhelm Menne ·
1948: Giuseppe Moioli & Elio Morille & Giovanni Invernizzi & Franco Faggi ·
1952: Duje Bonačić & Velimir Valenta & Mate Trojanović & Petar Šegvić ·
1956: Archibald MacKinnon & Walter D'Hondt & Lorne Loomer & Donald Arnold ·
1960: Arthur Ayrault & Ted Nash & John Sayre & Richard Wailes ·
1964: John Ørsted Hansen & Bjørn Hasløv & Erik Petersen & Kurt Helmudt ·
1968: Frank Forberger & Frank Rühle & Dieter Grahn & Dieter Schubert ·
1972: Frank Forberger & Frank Rühle & Dieter Grahn & Dieter Schubert ·
1976: Siegfried Brietzke & Andreas Decker & Stefan Semmler & Wolfgang Mager ·
1980: [[Jürgen Thiele] & Andreas Decker & Stefan Semmler] & Siegfried Brietzke ·
1984: Les O'Connell & Shane O'Brien & Conrad Robertson & Keith Trask ·
1988: Roland Schröder & Thomas Greiner & Ralf Brudel & Olaf Förster ·
1992: Andrew Cooper & Nick Green & Mike McKay & James Tomkins ·
1996: Nick Green & Drew Ginn & James Tomkins & Mike McKay ·
2000: James Cracknell & Steve Redgrave & Tim Foster & Matthew Pinsent ·
2004: Steve Williams & James Cracknell & Ed Coode & Matthew Pinsent ·
2008: Tom James & Pete Reed & Andrew Triggs-Hodge & Steve Williams ·
2012: Alex Gregory & Pete Reed & Tom James & Andrew Triggs-Hodge ·
2016: Alex Gregory & Constantine Louloudis & George Nash & Mohamed Sbihi ·
2020: Alexander Purnell & Spencer Turrin  & Jack Hargreaves  & Alexander Hill ·
2024: Nick Mead & Justin Best & Michael Grady & Liam Corrigan